# 渡辺善太
渡辺 善太（わたなべ ぜんだ、1885年（明治18年）12月2日 - 1978年（昭和53年）7月26日）は、日本の伝道者、聖書学者、神学者、説教家。静岡県賀茂郡南伊豆町下賀茂生まれ。屋号が「都殿（みやけど）」という旧家の出である。
その学風は前期・後期に二分され、前期は「歴史的・批評的研究」、後期は「正典的・神学的研究」である。聖書全巻を正典として統一的に解釈する方法で、独創的な聖書論を確立した。広く日本国外に研究を広めた最初の人物である。
また、道瀬為代（どうせ だめよ）というペンネームで雑誌『新興基督教』に投稿していた。

## 生涯

### 初期
静岡県出身で、東京で学生時代自堕落な生活をしていた。友人の高橋範造の奨めで、1904年11月5日中央福音伝道館の伝道会に出席、そこで元メソジスト派の牧師中田重治（後の、日本ホーリネス教会監督)の説教を聴いて回心する。ディサイプルス派の基督教会宣教師F・E・ヘーギンより洗礼を受ける。
回心当初は救世軍に所属して、救世軍士官（牧師）になることを希望したが、山室軍平の勧めで神学者となるべく1907年に明治学院神学部に入学する。しかし、信仰の問題により明治学院を中退する。

### ホーリネス時代
その後東洋宣教会（ホーリネス）派の伝道者になり、聖教団事件（1911年）をはじめとする中田重治の働きに深く関わった。渡辺善太と米田豊らは中田側についた。しかし1ヶ月後、中田は渡辺達に相談することなく、カウマンと妥協、和解に至った。このような中田の対応に不満を抱いて、「狡兎尽きて走狗煮らる」と口にした。休養のため、米田豊と共に秩父方面にトラクト配布に出かけた。
同じく日本ホーリネス教会の野辺地天馬の妹フデと結婚する。聖協団事件により失望して、東洋宣教会から身を引いた。盛岡で伝道をしている時に、デスペンセーション神学に触れ聖書解釈の問題に目覚めた。

### 留学
1912年11月に聖書解釈を学ぶために、アメリカ合衆国に東洋宣教会とは関係なく自費で留学した。ナザレン大学、太平洋神学校で学んだ。その時の同級生に喜田川広がいた。
1915年ごろ帰国して、聖学院神学校、同志社大学神学部、東京女子大学で旧約聖書を教えた。
1923年より、家財道具すべて売り払い、妻と共にドイツに留学。ベルリン大学、フライブルク大学、ボン大学に学ぶ。

### メソジスト時代
1928年に帰国後、日本メソジスト教会の教職になり、メソジストの神学校である青山学院神学部教授を務めながら、日本メソジスト教会(1941年以降日本基督教団）銀座教会牧師を務めた、最終的に名誉牧師になる。
1933年のホーリネス分裂事件に際して、阿部義宗、星島二郎、松山常次郎と共に和協委員を務めて、中田監督側と委員側の和解に骨を折る。渡辺らの努力が実り、1936年10月19日に法的に和協分離が成立する。
1943年に青山学院神学部長から日本女子神学校校長に転じた。

### 銀座教会時代
1941年日本メソジスト教会銀座教会の牧師に就任する。また、日本基督教団成立の際に、第2部に所属する。
1942年のホーリネス弾圧事件の際に、1944年11月の第8回公判で、桑田秀延と共に出廷した。桑田はホーリネス系が正統派教会であることを否定したが、渡辺は「日本聖教会は正統派ですか。」との問いに対して「そうです」と明確に答えている。
1959年に米田勇（米田豊の子）により「中田重治伝」が出版された時に「中田重治とそのホーリネス運動」という文を載せて、中田重治について功罪評価を述べている。
1963年、長年の神学の研究の功績が認められて東京神学大学から名誉神学博士の学位を受ける。1964年には、日本キリスト教文化協会より、キリスト教功労者を受賞する。1966年、聖書学研究における新分野開拓の功により、勲三等旭日中綬章を授けられる。
1978年7月26日、老衰のため死去、享年92歳。葬儀は晩年名誉牧師を務めた日本基督教団・銀座教会にて行われ、青山霊園にある銀座教会墓地に埋骨された。遺骨は、渡辺家代々の菩提寺からの、是非にという依頼で、その寺にある。

## 著書
- 『近代的に観たる旧約書の文学』 上巻、警醒社、1921年12月。 NCID BN05708051。全国書誌番号:43031019。
- 『近代的に観たる旧約書の文学』 中巻、警醒社、1923年6月。 NCID BN05708051。全国書誌番号:43031019。
- 『旧約書の文学（預言文学）』警醒社、1924年6月。 NCID BN14614254。全国書誌番号:43031020。
- 『旧約書の文学（詩歌と劇）』警醒社、1924年9月。 NCID BN14785439。全国書誌番号:43031020。
- 『旧約書の文学（歴史文学）』警醒社、1924年12月。 NCID BN14619203。全国書誌番号:43031020。
- 『旧約書の由来』イデア書院〈基督教思想叢書 第1輯 第3巻〉、1929年4月。 NCID BN09586309。全国書誌番号:46082434。
- 『旧約文学のユートピヤ思想』新生堂〈基督教思想叢書 第3輯 第1巻〉、1930年3月。 NCID BN09892553。全国書誌番号:46082438。
- 『旧約文学の二大思潮』日独書院〈基督教モノグラフ叢書 第1編〉、1933年7月。 NCID BA40065446。全国書誌番号:46082614。
- 『回心とその前後』新報社、1935年10月。 NCID BA64111297。全国書誌番号:44061172。
- 『宗教座談』新生堂、1939年8月。 NCID BN15098831。全国書誌番号:46057648。
- 『旧約書の文学 予言文学 1』警醒社、1947年2月。 NCID BN14785665。全国書誌番号:46003765。
- 『聖書正典論』新教出版社〈聖書論 第1巻〉、1949年7月。 NCID BN14352012。全国書誌番号:51009568。
- 『モーセ五書緒論』日本聖書註釈刊行会〈日本聖書註釈 旧約之部 第1巻〉、1949年10月。 NCID BN14758695。全国書誌番号:61009822。
- 『イスラエル文学史』日本基督教団出版部〈基督教教程叢書 第6集〉、1952年11月。 NCID BN10889909。全国書誌番号:55009908。
- 『聖書解釈論』新教出版社〈聖書論 第2巻〉、1954年4月。 NCID BN08827239。全国書誌番号:51009569。
- 『回心とその前後 わが聖書学界巡礼記 その1』日本基督教団出版部、1957年6月。 NCID BN13727889。全国書誌番号:57010646。
- 『聖書神学論』新教出版社〈聖書論 第3巻〉、1963年12月。 NCID BN14375029。全国書誌番号:51009570。
- 『聖書的説教とは？』日本基督教団出版局、1968年10月。 NCID BN08842017。全国書誌番号:68006373。
- 『教会と政治 聖書による第三の立場』キリスト新聞社、1970年1月。 NCID BN08133590。全国書誌番号:74004722。
- 牧野留美子編 編『銀座の一角から』ヨルダン社〈現代説教選書 2〉、1971年8月。 NCID BN06669432。全国書誌番号:75083627。
- 『「出エジプト」以前 セム・ヘブル・イスラエル原始像』日本基督教団出版局、1972年6月。 NCID BN01973629。全国書誌番号:73003056。
- 『わかって、わからないキリスト教』ヨルダン社、1975年7月。 NCID BN06989466。全国書誌番号:74010121。
- 『渡辺善太』加藤常昭解説、日本キリスト教団出版局〈日本の説教 9〉、2003年11月。 NCID BA64389475。全国書誌番号:20535455。

### 共著
- 渡辺善太、早川栄『概説イスラエル民族史』日独書院〈基督教教程叢書 第21編〉、1939年4月。 NCID BN14808738。全国書誌番号:46050034。
- 渡辺善太、岡村民子『新約聖書各巻概説』日本基督教団出版部〈基督教教程叢書 7〉、1954年4月。 NCID BN09002055。全国書誌番号:55011022。

### 作品集

#### 全集
- 『旧約書の文学』キリスト新聞社〈渡辺善太全集 第1巻〉、1965年。 NCID BN09370150。全国書誌番号:51010061。
- 『聖書学体系論・一試論』キリスト新聞社〈渡辺善太全集 第2巻〉、1965年。 NCID BN09370150。全国書誌番号:51010062。
- 『旧約聖書各巻概説・新約聖書各巻概説』キリスト新聞社〈渡辺善太全集 第3巻〉、1966年。 NCID BN09370150。全国書誌番号:51010062。
- 『モーセ五書緒論・イスラエル民族史・イスラエル文学史』キリスト新聞社〈渡辺善太全集 第4巻〉、1966年。 NCID BN09370150。全国書誌番号:51010063。
- 『回心とその前後・屋根裏の日記・宗教座談・現実教会の福音的認識・偽善者を出す処』キリスト新聞社〈渡辺善太全集 第5巻〉、1966年。 NCID BN09370150。全国書誌番号:51010064。
- 『概説プロテスタント神学環境史 「自我」「自然」「社会」三基底の発展』キリスト新聞社〈渡辺善太全集 補遺〉、1978年12月。 NCID BN09370150。全国書誌番号:79004180。

## 記念集
- 渡辺善太米寿記念文集刊行委員会編 編『渡辺善太 ――その人と神学』キリスト新聞社、1972年12月。 NCID BN07007160。全国書誌番号:74012310。